# 미스 유니버스 2021
제70회 미스 유니버스 2021 대회는 2021년 12월에 이스라엘 에일라트에서 개최될 예정이다. 이 대회는 서남아시아에서 처음으로 열리는 미스 유니버스이다. 2020 우승자 안드레아 메사가 2021 미스 유니버스 우승자 하르나즈 산두에게 왕관을 물려주었다.

## 위치 및 날짜
2021년 1월 미스유니버스 기구가 코스타리카에서 2021년 대회를 개최하기 위해 협상 중이었다고 보고되었다. 협상은 나중에 코스타리카 정부에서 관광부 장관으로 봉사 구스타보 세구라에 의해 확인되었다. 2021년 5월 피플 엔 에스파놀 과의 인터뷰에서 안드레아 메사는 2021년 대회가 연말 열릴 것이라고 밝히고 그녀의 통치가 미인대회 역사상 가장 짧은 대회중 하나가 될것이라는 사실을 인정했다.
2021년 7월 20일 미스유니버스 기구는 2021년 12월 이스라엘 에일라트에서 대회가 개최될 것이라고 확인했다.

## 호스트 및 공연자
2021년 스티브 하비가 2021년 대회 복귀 할 것이라고 예상 했다. 코로나 바이러스로 인해 6번째로 대회를 개최 한것이다. 이스라엘 가수 노아 키렐이 게스트로 발표 되었다.

## 참가자 선정
80개국과 지역 출신의 참가자가 대회에 참가하기 위해 선정되었다. 53명은 국가대표 대회의 우승자였고, 스물일곱 명은 전국 대회 준우승 후 또는 캐스팅 과정을 거쳐 선발된 후 자신의 직책에 임명되었다.
원래 참가자의 철수 후 세 명의 참가자가 지정되었다. 미스 프랑스 2021에선정된 아만딘 쁘띠는2021미스 유니버스 2021에 출전할 예정이었고, 2020년 미스 프랑스에선정된 클레망스 보티노는 미스 유니버스 2020에출전할 예정이었다. 미스 유니버스 2021과 미스 프랑스 2022사이의 잠재적 인 날짜 충돌로 인해 두 대표 사이에 스위치가 만들어졌으며, 이 때 쁘띠는 계약상 참석해야 했다. 데비 아팔로, 원래 미스 도미니카 공화국의 첫 번째 준우승 2021, 원래 우승자 후 국가를 대표하기 위해 임명되었다, 안드레나 마르티네스, 그녀의 예정된 출발 직전에 COVID-19에 대한 긍정적 인 테스트. 카우타르 벤할리마, 원래 미스 유니버스 모로코2021의 첫 번째 준우승, 원래 우승자 후 국가를 대표하기 위해 임명되었다, 파티마 - 자흐라 카야트, 사고로 부상.
2021 년 판 바레인의 데뷔와 적도 기니의반환을 보았다, 독일, 그리스, 과테말라, 헝가리, 케냐, 모로코, 나미비아, 나이지리아, 스웨덴, 터키; 모로코는 1978년, 그리스, 과테말라, 헝가리에서 마지막으로 2018년에출전했으며, 다른 팀은 2019년에마지막으로 출전했다. 바베이도스, 벨리즈, 인도네시아, 말레이시아는 여행 제한으로 인해 경쟁에서 물러났고 미얀마와 우루과이도 공개되지 않은 이유로 철수했다. 아랍에미리트의 데뷔도 예상되었지만, 이러한 계획은 국가 대회가 취소된 후 변경되었다.
보티노는 나중에 이스라엘에 도착했을 때 COVID-19에 대한 양성 반응을 보이고 정부 격리 호텔로 이송되었다. 그녀는 완전히 예방 접종을 받았고 출발 시 검사를 받았다. 그녀는 10 일 후에 검역에서 풀려났고 대회에 다시 참여할 권한이 있었다.

## 결과

### 최종 결과

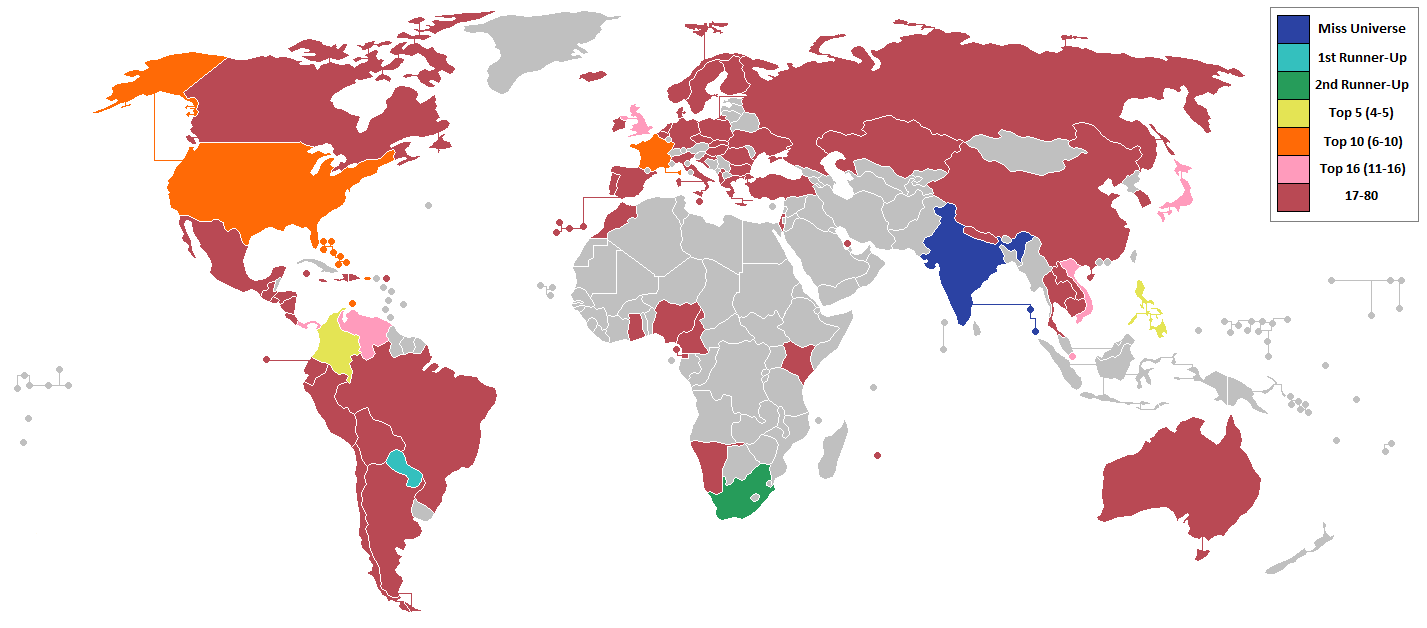
Miss Universe 2021 participating countries and territories.

| 득점결과           | 참가자 |
| ------------------ | --- |
| 미스 유니버스 2021 | - 인도 – 하르나즈 산두 |
| 2위                | - 파라과이 – 나디아 페레이라 |
| 3위                | - 남아프리카 공화국 – 랄렐라 음스와네 |
| Top 5              | - 콜롬비아 – 발레리아 아요스 - 필리핀 – 베아트리체 고메즈                                                                                                   |
| Top 10             | - 아루바 – 테세리 짐머만 - 프랑스 – 클레망스 보티노 - 푸에르토리코 – 미셸 콜론 - 바하마 – 찬텔 오브라이언 - 미국 – 엘 스미스                                |
| Top 16             | - 영국 – 엠마 콜링리지 - 일본 – 와타나베 쥬리 - 파나마 – 브렌다 스미스 - 싱가포르 - 낸다 바나 - 베네수엘라 – 루이스 마테란 - 베트남 - 응우옌 후잉 낌 주옌 § |

§ – 시청자가 상위 16위 안에 들게 되었다.

### 특별상
미스 바하마와 미스 칠레는 2021년 12월 10일 미스유니버스 유튜브 채널을 통해 카니발의 정신상 소셜 임팩트 어워드 공식적으로 수상 했다.

Miss Bahamas and Miss Chile were officially awarded the Spirit of Carnival Award and the Social Impact Award via Miss Universe YouTube Channel on Dec 10, 2021.
| 특별상          | 참가자                           |
| --------------- | -------------------------------- |
| 최고의 전통의상 | - 나이지리아 – 마리스텔라 옥팔라 |
| 카니발의 정신상 | - 바하마 – 샹텔 오브라이언       |
| 사회적 영향상   | - 칠레 – 안토니아 피게로아       |

## 선발위원회
- 로리 하비 – 스티브 하비 의 미국 모델이자 딸
- 아드리아나 리마 – 브라질 모델
- 아다마리 로페즈 – 푸에르토리코 여배우
- 이리스 미테나르 - 미스 유니버스 2016 프랑스
- 우르바시 라우텔라 – 인도 여배우와 미스 유니버스 인도 2015
- 마리안 리베라 – 필리핀 여배우 겸 모델
- 레나 소파 - 미국 여배우 (최종 방송 심사위원으로 만)
- 故 체슬리 크리스트 – 미국 텔레비전 아나운서와 미스 USA 2019 (예비 심사위원 으로만),최종방송 해설자
- 리나 모 – 이스라엘에서 미스 유니버스 1976 (예비 심사위원 으로만)